# ريتشارد أ. كيد
ريتشارد أ. كيد (بالإنجليزية: Richard A. Kidd)‏ هو عسكري أمريكي، ولد في 24 يونيو 1943 في كنتاكي في الولايات المتحدة.